# Transport kolejowy w Kamerunie

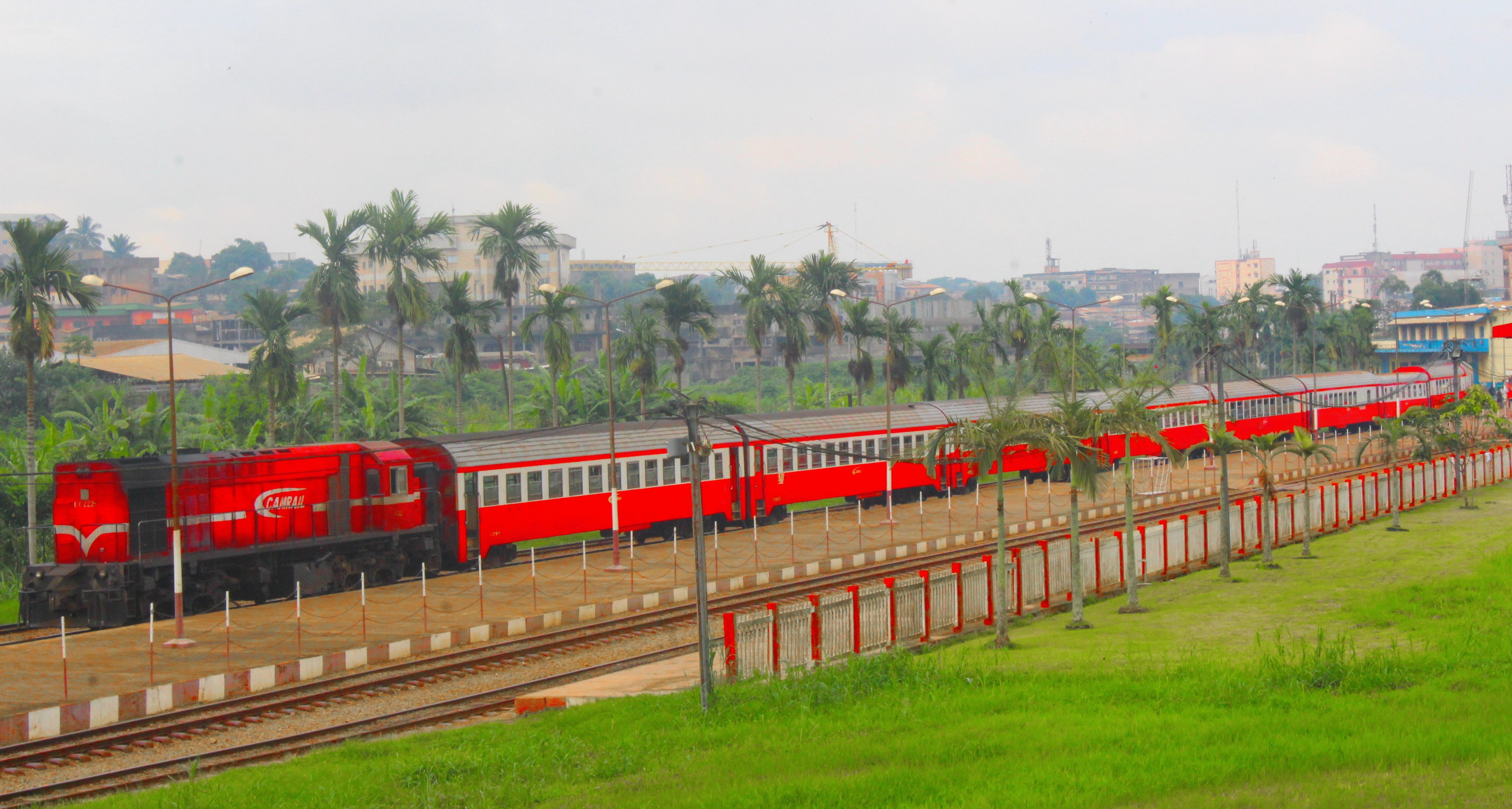
Kameruński pociąg pasażerski

Sieć kolejowa Kamerunu

Transport kolejowy w Kamerunie – system transportu kolejowego działający na terenie Kamerunu.
W Kamerunie istnieje 987 km linii kolejowych. Wszystkie linie są niezelektryfikowane. Linie mają metrowy rozstaw szyn – 1000 mm. Narodowy przewoźnik to Camrail.

## Historia
Pierwsza linia kolejowa została otwarta w 1902 roku i łączyła Victorię (obecnie Limbe) z Soppo, liczyła 43 km.